# Pista ciclabile

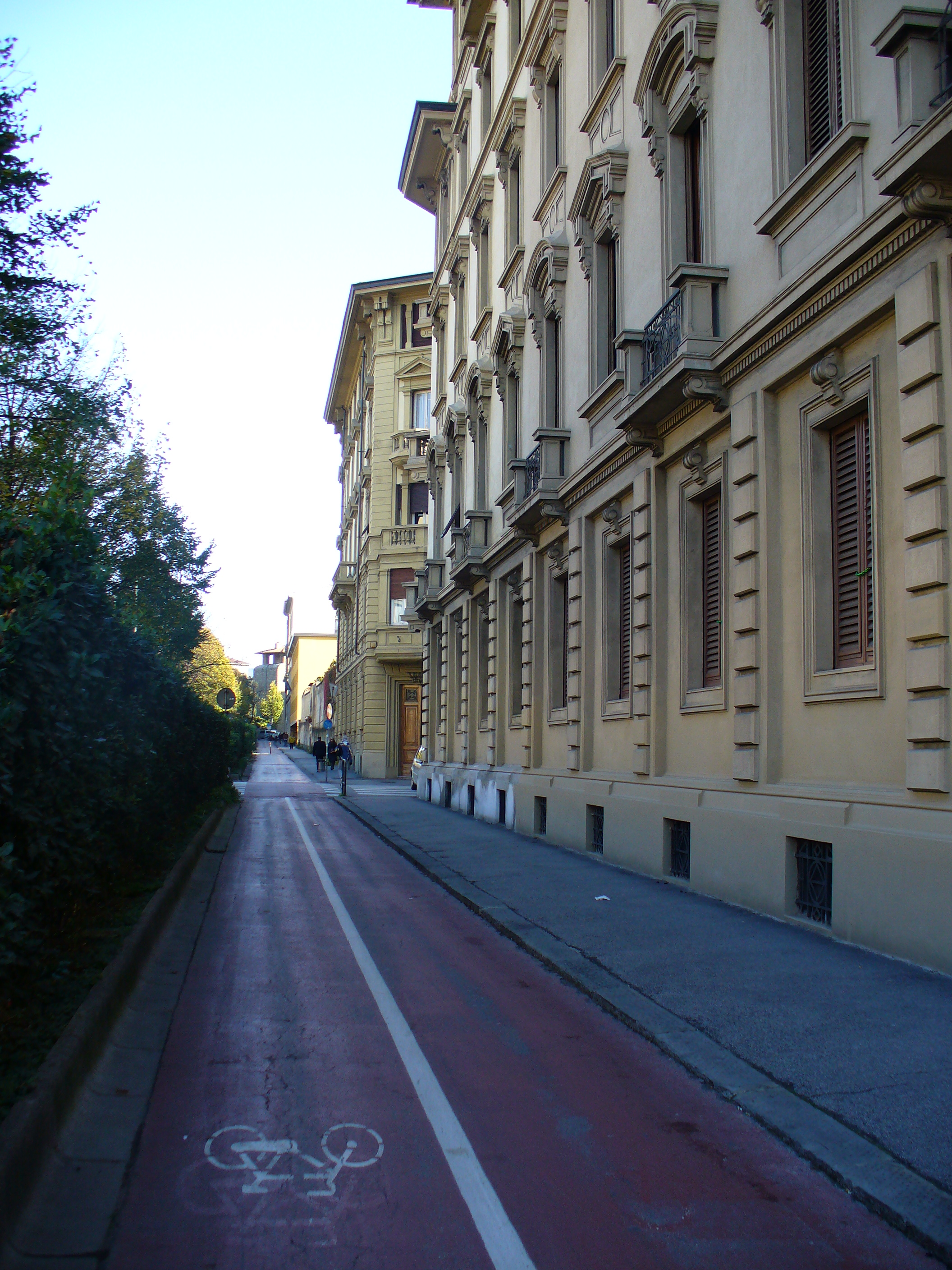
Pista ciclabile a Firenze

Una pista ciclabile (o ciclopista) è un percorso protetto o comunque riservato alle biciclette, dove il traffico motorizzato è generalmente escluso. Lo scopo di tali percorsi è separare il traffico ciclabile da quello motorizzato e da quello pedonale, che hanno velocità diverse, per migliorare la sicurezza stradale e facilitare lo scorrimento dei veicoli. Essi, proprio per la maggiore sicurezza dei ciclisti, svolgono anche il ruolo di strumento per lo spostamento di quote di mobilità dal mezzo motorizzato privato alla bicicletta, riducendo in tal modo congestione e inquinamento.
Un concetto correlato è quello di rete ciclabile: le piste ciclabili di una città svolgono un ruolo nella viabilità globale, nella sicurezza ecc. se sono fra loro interamente collegate in rete, in continuità fra di loro e su ogni singolo percorso. Il disegno della rete è un'attività di pianificazione e gestione della mobilità urbana.

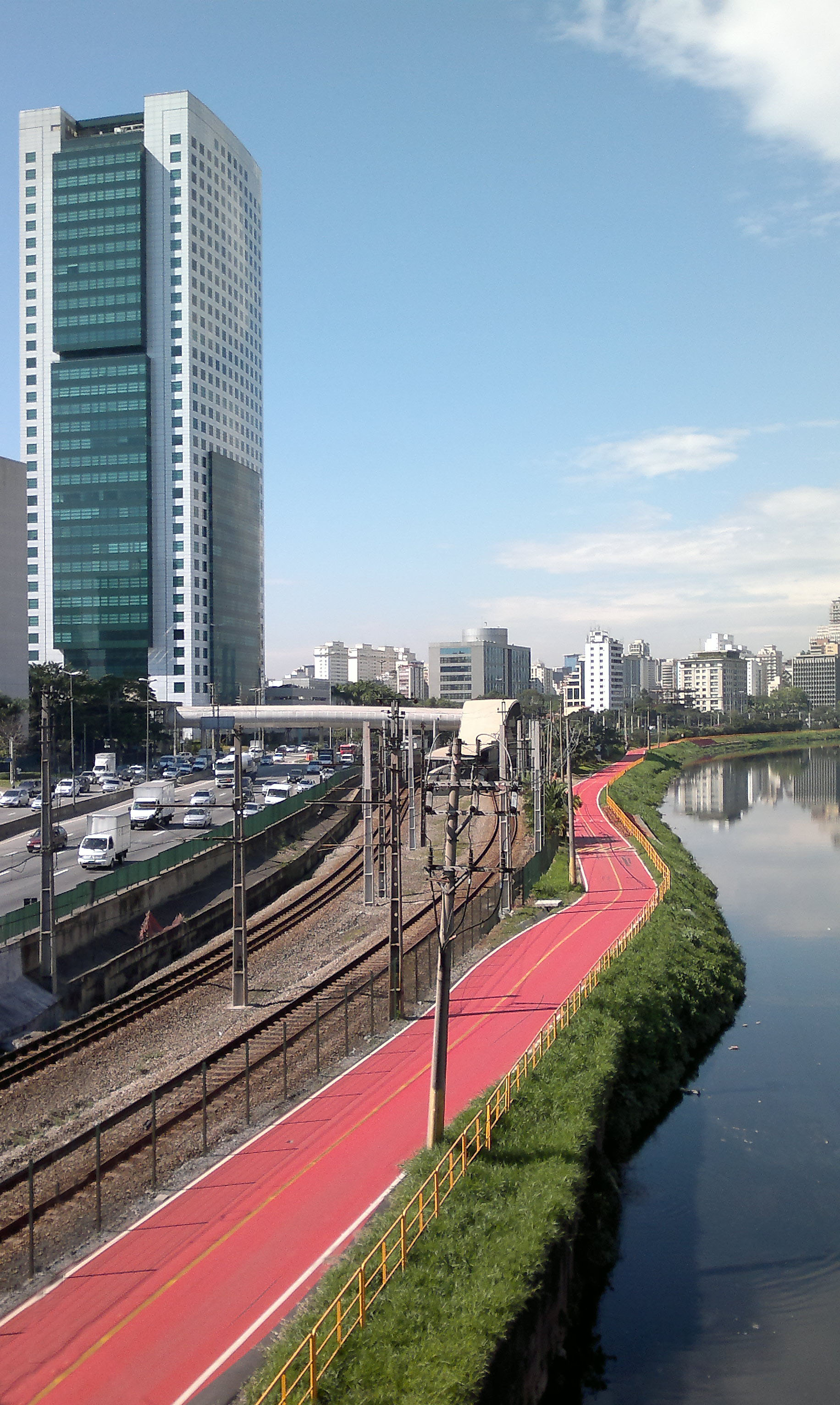
Piste ciclabili in Rio Pinheiros, San Paolo, Brasile

## Descrizione

### Classificazione normativa
La definizione precisa di pista ciclabile varia da stato a stato; tuttavia la Convenzione di Vienna sul traffico stradale e la Convenzione di Vienna sulla segnaletica stradale del 1968 (ratificate da numerosi stati mondiali), pur non citando espressamente il termine pista ciclabile, definisce i concetti di corsia per velocipedi e pista per velocipedi. In particolare è stabilito che:
- il termine «corsia per velocipedi» indica la parte di carreggiata riservata ai velocipedi. Una corsia per velocipedi è delimitata dalla restante carreggiata da segnaletica stradale orizzontale
- il termine «pista per velocipedi» indica una strada indipendente o la parte di strada riservata ai ciclisti e contrassegnata da appositi segnali stradali. Una pista per velocipedi è delimitata dalle altre strade o dalle altre parti della medesima strada da dotazioni infrastrutturali

(Cap. 1, art. 1, commi gbis e gter "Convenzione di Vienna sul traffico stradale" e Cap. 1, art. 1, commi ebis ed eter "Convenzione di Vienna sulla segnaletica stradale")
La Convenzione di Vienna sulla segnaletica stradale definisce le caratteristiche e il significato del segnale pista ciclabile obbligatoria, che indica ai ciclisti un percorso a loro riservato e obbligatorio. Come per gli altri segnali di obbligo previsti dalla Convenzione, sono previsti due modelli del segnale:

Segnale D4a
Segnale D4b[7]

Si noti che la sopracitate Convenzioni lasciano liberi gli stati contraenti di assimilare i ciclomotori alle biciclette; in tal caso è possibile che anche i ciclomotori sia autorizzati (od obbligati) a servirsi delle piste ciclabili (come accade ad esempio in alcuni paesi del Nord Europa).
Quantomeno in Italia, non va confusa la pista ciclabile con la corsia ciclabile, quest'ultima infatti costituisce una parte di carreggiata destinata alla circolazione dei velocipedi, ma non in modo esclusivo. È infatti ammesso l'utilizzo di tali percorsi, quando necessario, anche dal resto dei veicoli.

## Tipologie
Vi sono differenti tipi di piste ciclabili, che possono essere monodirezionali o bidirezionali.
Dal punto di vista della collocazione si distinguono anzitutto tra:
1. percorsi ciclabili urbani
2. percorsi ciclabili extraurbani

A livello delle tipologie realizzative si possono invece individuare:

### Piste ciclabili in sede propria
Si tratta di percorsi che corrono paralleli a strade aperte al traffico veicolare, ma separati da cordoli, marciapiedi o transenne, ringhiere, piolini, in modo da rendere impossibile la commistione con il traffico veicolare. Tale tipologia è prevista soprattutto per arterie ad intenso traffico motorizzato e alta differenza di velocità con le biciclette.

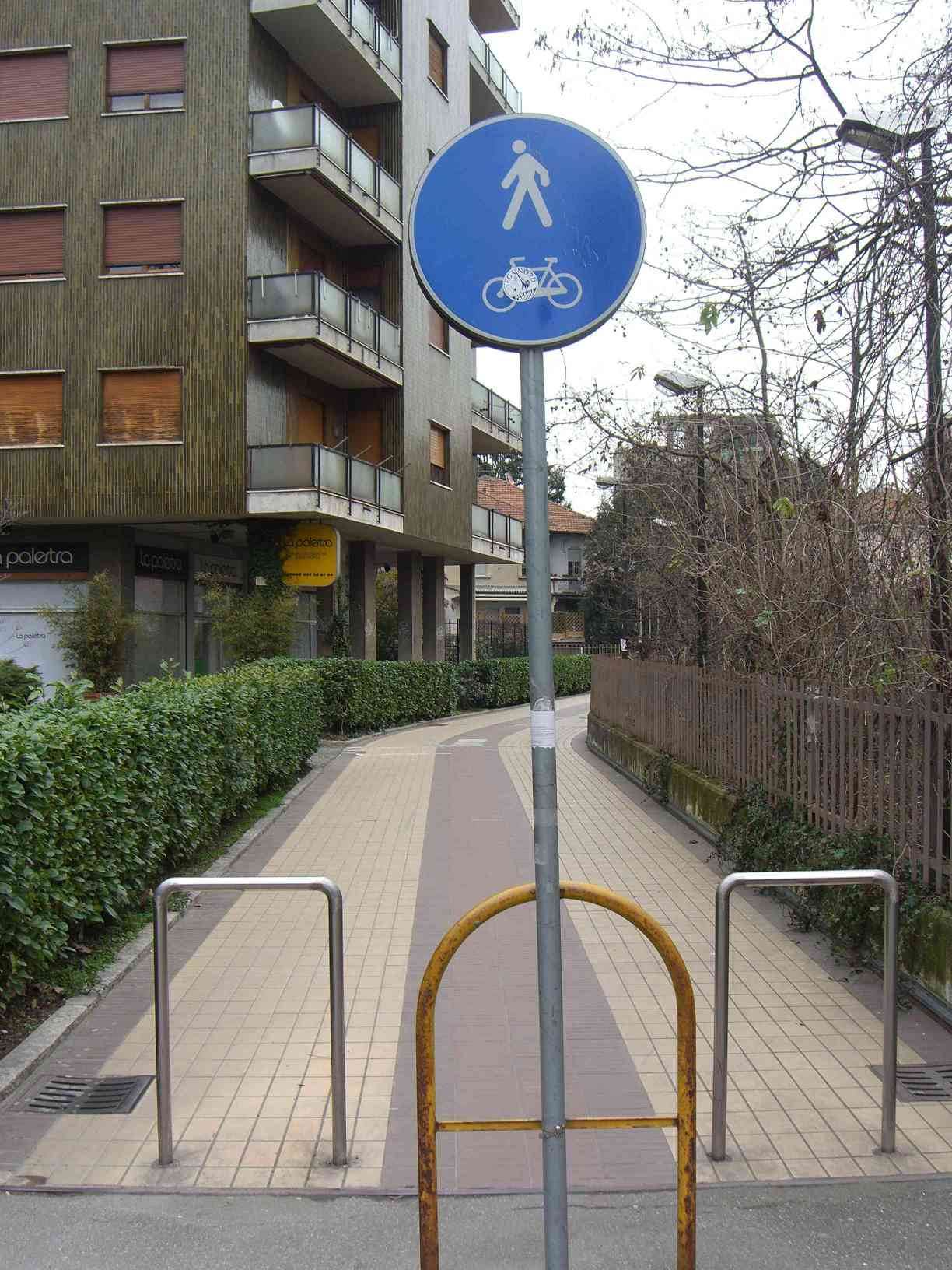
Promiscua ciclo-pedonale urbana a Monza

Generalmente l'ossatura di una rete ciclabile urbana, proprio perché essa ricalca le grandi direttrici di spostamento motorizzato, è costituita da piste ciclabili di questo tipo, in modo da ridurre al minimo i rischi derivanti da possibili invasioni da parte di mezzi a motore e possibili collisioni. La separazione fisica di questo tipo di piste ciclabili innalza anche la percezione soggettiva della sicurezza da parte dei ciclisti, incentivandola dunque, e rende impossibile o molto difficile l'ostruzione da sosta abusiva.

### Piste ciclabili con separazione ottica/logica (corsie)
Si tratta di porzioni di carreggiata riservate al transito delle biciclette, indicate solo da segnaletica verticale e orizzontale (doppia striscia bianca e gialla, analoga alle corsie preferenziali), senza separazioni fisiche. Tale tipologia è prevista dalla normativa tecnica vigente (D.M. 557/99) solo per strade di quartiere e solo monodirezionali, nello stesso senso del traffico.
Le interpretazioni sono però controverse in alcune circostanze: ad esempio, una pista ciclabile inserita fra marciapiede e fila di parcheggi è alle volte considerata come “in sede propria” e realizzata quindi in senso di marcia opposto rispetto al traffico veicolare.
A causa della frequente invasione da parte di veicoli in transito, o di ostruzione in sosta abusiva, le piste ciclabili vengono talvolta protette da separatori "morbidi", come cordoli colorati (sormontabili), oppure strisce di piolini flessibili.

### Piste ciclabili contigue al marciapiede

Segnale italiano di pista ciclabile contigua al marciapiede

Nel caso di marciapiedi di sufficiente larghezza, o ampliandoli, è molto diffuso ricavare piste ciclabili dalla fascia esterna, mentre quella interna rimane riservata ai pedoni. La pista ciclabile è separata dal flusso pedonale tramite striscia bianca continua e con il facoltativo fondo colorato (generalmente rosso) che innalza la riconoscibilità e riduce il conflitto derivante da utilizzo improprio da parte di pedoni.
Il grado di separazione dal traffico motorizzato è simile a quelle delle piste ciclabili in sede propria, ma minore rispetto al flusso pedonale, riducendo in tal modo la velocità di scorrimento dei ciclisti. Tale tipologia è presente anche su arterie di scorrimento, dove il traffico pedonale sia ridotto, e quindi modesta la possibile conflittualità. La tendenza attuale è di utilizzare questo tipo di piste ciclabile come livello di protezione intermedio rispetto alle corsie ciclabili.
Vengono usate prevalentemente per ottenere una maglia più fitta delle reti ciclabili urbane. Anche in questo caso si ha un alto grado di sicurezza oggettiva e soggettiva per i ciclisti.

### Percorsi ciclo-pedonali o promiscui
In certi contesti si tende a far confluire su un'infrastruttura comune pedoni e ciclisti, mantenendo un buon grado di protezione rispetto al traffico motorizzato.
È il caso di percorsi inseriti in aree verdi in cui non è consentito l'accesso ai veicoli a motore, con uso prevalentemente ricreativo, ed anche gli itinerari cicloturistici, per esempio su argini di fiumi, valli ecc. sono di questo tipo.
Tali percorsi promiscui ciclo-pedonali si riscontrano anche in ambito urbano, talvolta per motivi di spazio insufficiente alla separazione, ma il loro utilizzo è controverso: tendono a mettere in conflitto pedoni e ciclisti, annullando il vantaggio del percorso riservato soprattutto nei casi in cui ambedue i flussi, pedonale e ciclabile, siano intensi.

### Aspetti costruttivi

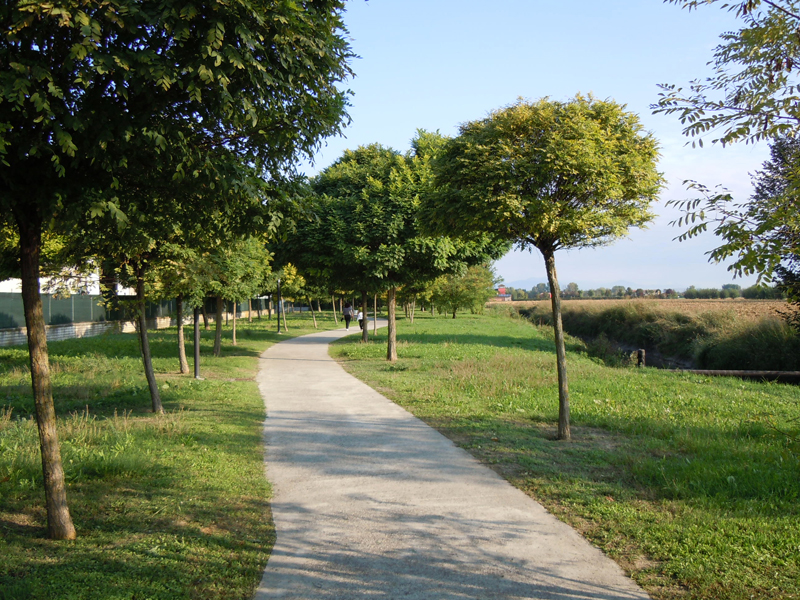
Pista ciclabile di Castel Goffredo

Il fondo stradale può essere costituito da:
- asfalto
- calcestruzzo drenante
- mattonelle autobloccanti
- sentiero, terra battuta o sterrato, spesso livellato tramite posa di ghiaia
- altri tipi di fondo con materiali innovativi (es. non bituminosi)

Nelle realizzazioni in ambito urbano, le mattonelle autobloccanti vengono utilizzate soprattutto per gli attraversamenti ciclabili, che possono essere in tal modo resi più visibili e sicuri tramite la modesta elevazione, analogamente a quelli pedonali. L'attraversamento rialzato, sia pedonale che ciclabile, non rientra nella tipologia dei dossi rallentatori, ed ha quindi un uso meno limitativo.
Le pavimentazioni in calcestruzzo drenante consente una permeazione dell’acqua verso il terreno e al tempo stesso una traspirazione verso l’alto, non impermeabilizza il terreno: questo comporta una serie di effetti benefici, per esempio non si creano risalite di acqua e formazione di bolle sotto la pavimentazione, le radici seguono il proprio naturale sviluppo, l’ecosistema non viene attaccato. Peraltro permette il deflusso delle acque, riduce quindi il ruscellamento e l'aquaplanning. Considerato che la pavimentazione drenante tendenzialmente non ha il problema di dovere avere delle pendenze per fare defluire l’acqua, in mancanza di esplicite indicazioni il pavimento può essere realizzato senza pendenze.
Spesso le piste ciclabili sono bersaglio di parcheggi abusivi che le ostruiscono, o del transito di motoveicoli. Il sanzionamento dei comportamenti illeciti, con rimozione dei veicoli impedenti, risulta spesso di difficile praticabilità o di scarsa efficacia; sembra preferibile l'apposizione di strutture di protezione (paletti, cordoli, arredi urbani ecc.), che impediscano fisicamente l'accesso ai mezzi non autorizzati. Le piste ciclabili sono normalmente allocate al margine della sede stradale, e spesso sono realizzate su un solo lato della strada (in tal caso generalmente bidirezionali, in sede propria o contigue al marciapiede). Nelle realtà più sviluppate si tende invece a realizzare piste ciclabili su ambedue i lati della strada, con le varianti unidirezionali (spesso in Danimarca) o bidirezionali.

## Piste e reti ciclabili urbane

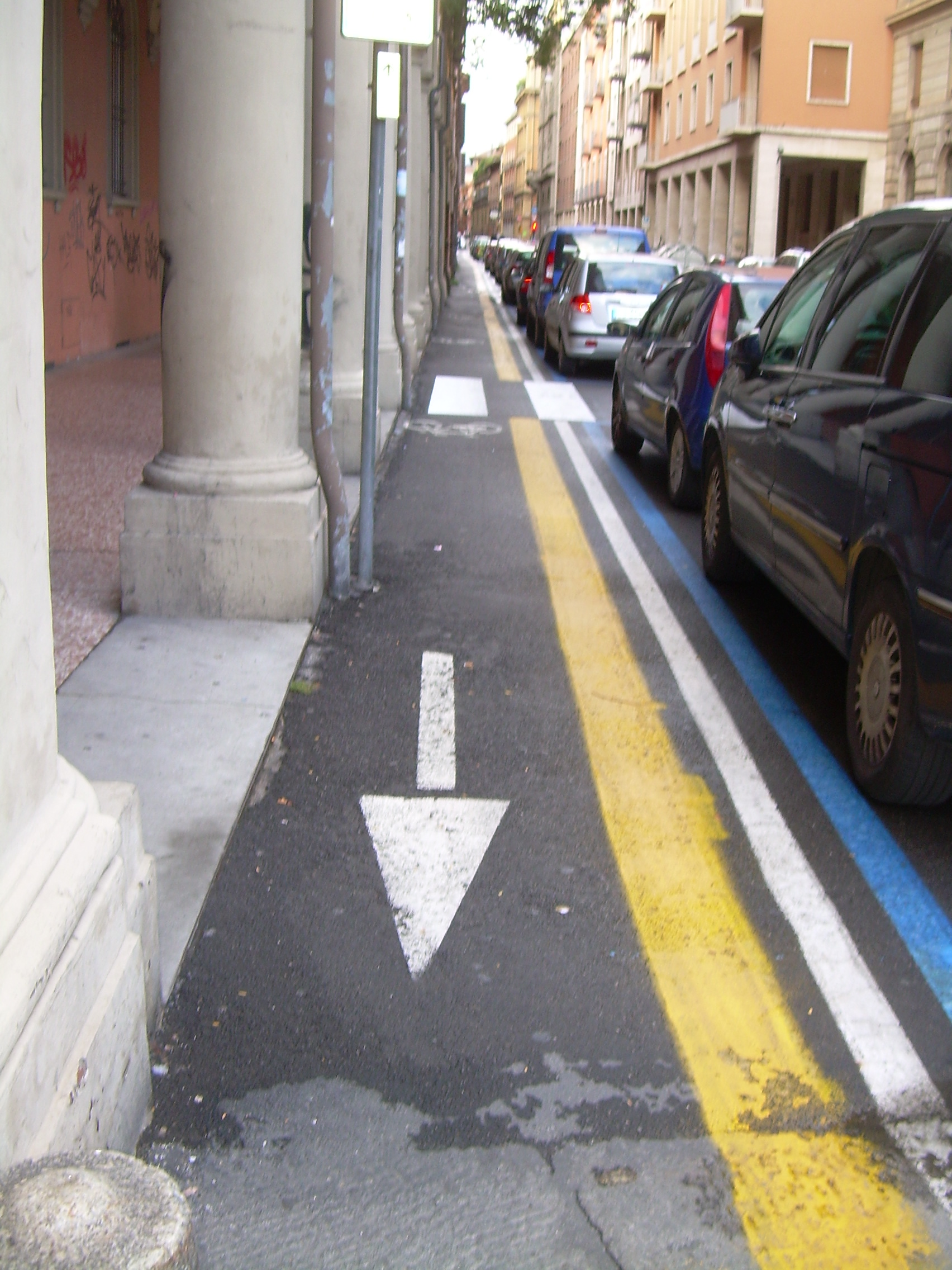
Pista ciclabile a Bologna

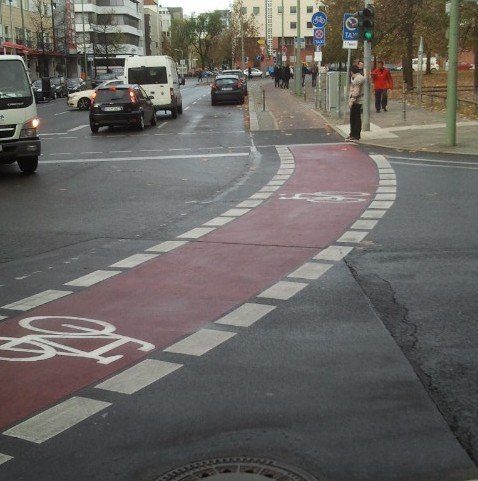
Attraversamento ciclabile con fondo rosso a Berlino

In ambito urbano le piste ciclabili hanno prevalemente funzione trasportistica, per gli spostamenti quotidiani (es. casa-lavoro, casa-scuola ecc.), e solo in certi casi ricreativa. Realizzazioni sicure ed efficaci richiedono un'attenta progettazione, valutando vari aspetti.

### Rete
Per essere efficaci le piste ciclabili devono essere in rete, e non spezzoni isolati o scollegati. La rete ciclabile ha funzioni analoghe a quella dei trasporti pubblici di una città, o a quella stradale primaria: coprire l'area urbana, collegando centro e periferie (anche fra di loro), con le direttrici necessarie agli spostamenti quotidiani casa-lavoro, casa-scuola e per raggiungere servizi di ogni genere (tempo libero, acquisti, sanità, enti pubblici ecc.) dal luogo di abitazione o di permanenza per es. per lavoro.

### Continuità
La continuità è indispensabile anche per ogni singolo percorso (pista ciclabile). In particolare essa va assicurata alle intersezioni (incroci, rotatorie ecc.), generalmente tramite attraversamenti ciclabili (semaforizzati e non) ed in alcuni casi per mezzo di sovrappassi o sottopassi.

### Linearità
I percorsi della rete ciclabile devono essere diretti e lineari, senza aggiramenti, che altrimenti annullano i vantaggi delle piste ciclabili che la compongono.

### Sicurezza
Il pericolo di essere travolti, o anche la sua percezione soggettiva, possono essere ampiamente ridotti con vari mezzi: ovunque esista un intenso traffico motorizzato ed un forte differenziale di velocità con le bicicletta di solito tramite la separazione fisica dei flussi (per esempio piste ciclabili in sede propria o contigue al marciapiede). Su viabilità a medio traffico, per es. nell'attraversamento di quartieri, è spesso sufficiente una separazione meno marcata.

### Visibilità, riconoscibilità e accessibilità
Sia per la sicurezza che per incanalare più facilmente i ciclisti sulla viabilità ad essi riservata le piste ciclabili richiedono immediata e forte riconoscibilità (anche per i pedoni) e facilità per imbocchi e sbocchi, senza imporre rallentamenti o addirittura di smontare.

### Incroci
Essi rappresentano il maggiore punto critico e di conflitto o incidentalità. L'utilizzo dell'attraversamento ciclabile deve essere sistematico, curando sempre la visibilità di esso da parte di veicoli in svolta. In molti casi la linea di stop deve essere arretrata rispetto all'attraversamento. Problematici sono infine i passi carrabili, sebbene i conducenti siano comunque obbligati a fermarsi e dare la precedenza a qualsiasi flusso di veicoli o pedoni che sopraggiunge.

### Fondo stradale

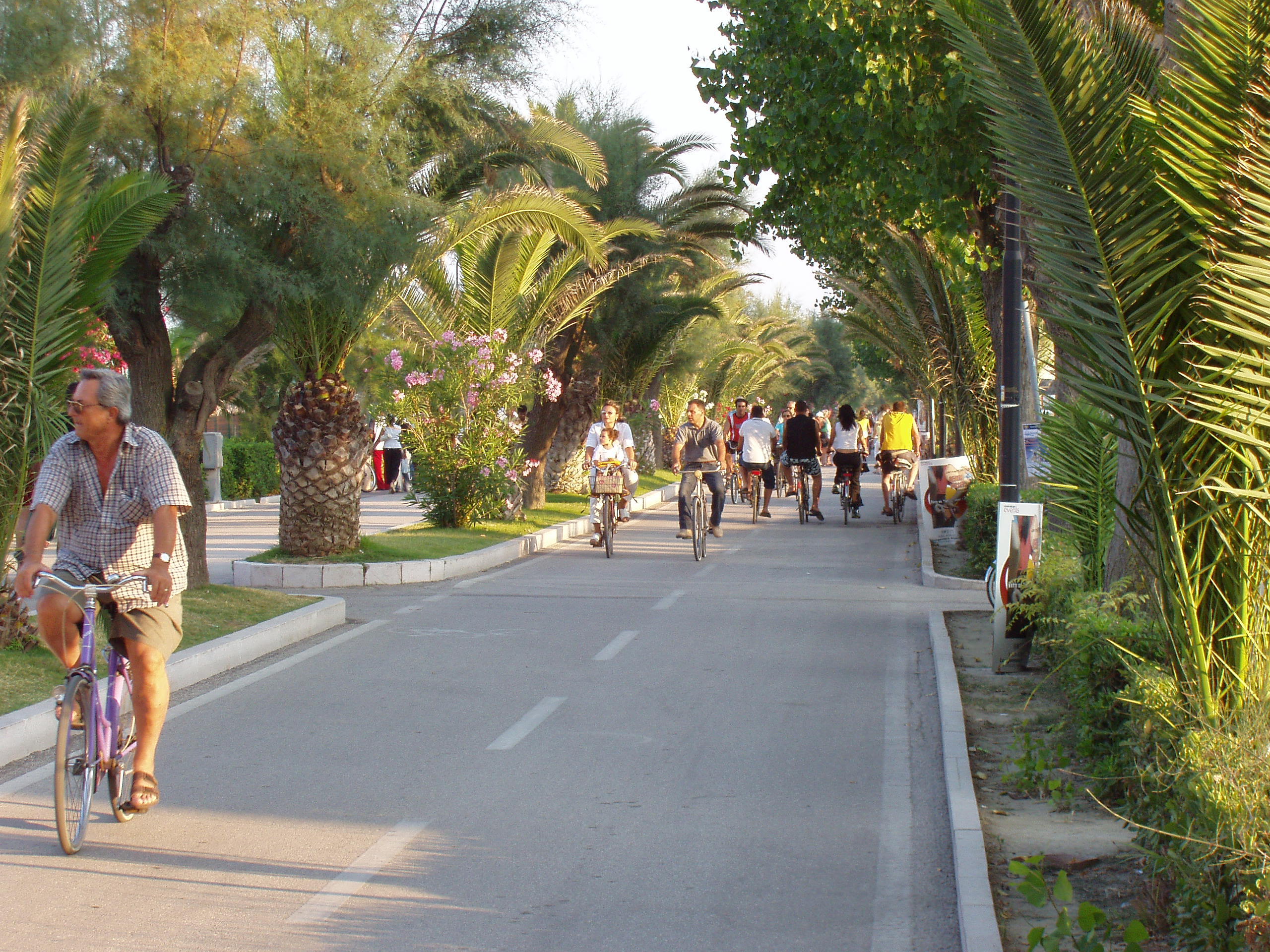
Corridoio Verde Adriatico: pista ciclabile all'altezza di Alba Adriatica (Abruzzo)

Deve essere possibilmente privo di buche e scalini (per esempio alle intersezioni), con griglie per le acque piovane trasversali al senso di marcia, spesso di colore rosso, soprattutto nei punti che richiedono una maggiore visibilità: attraversamenti e possibili conflitti/invasioni con i pedoni, per es. quando la sola separazione è la striscia bianca.

## Piste ciclabili (o ciclovie) a carattere escursionistico

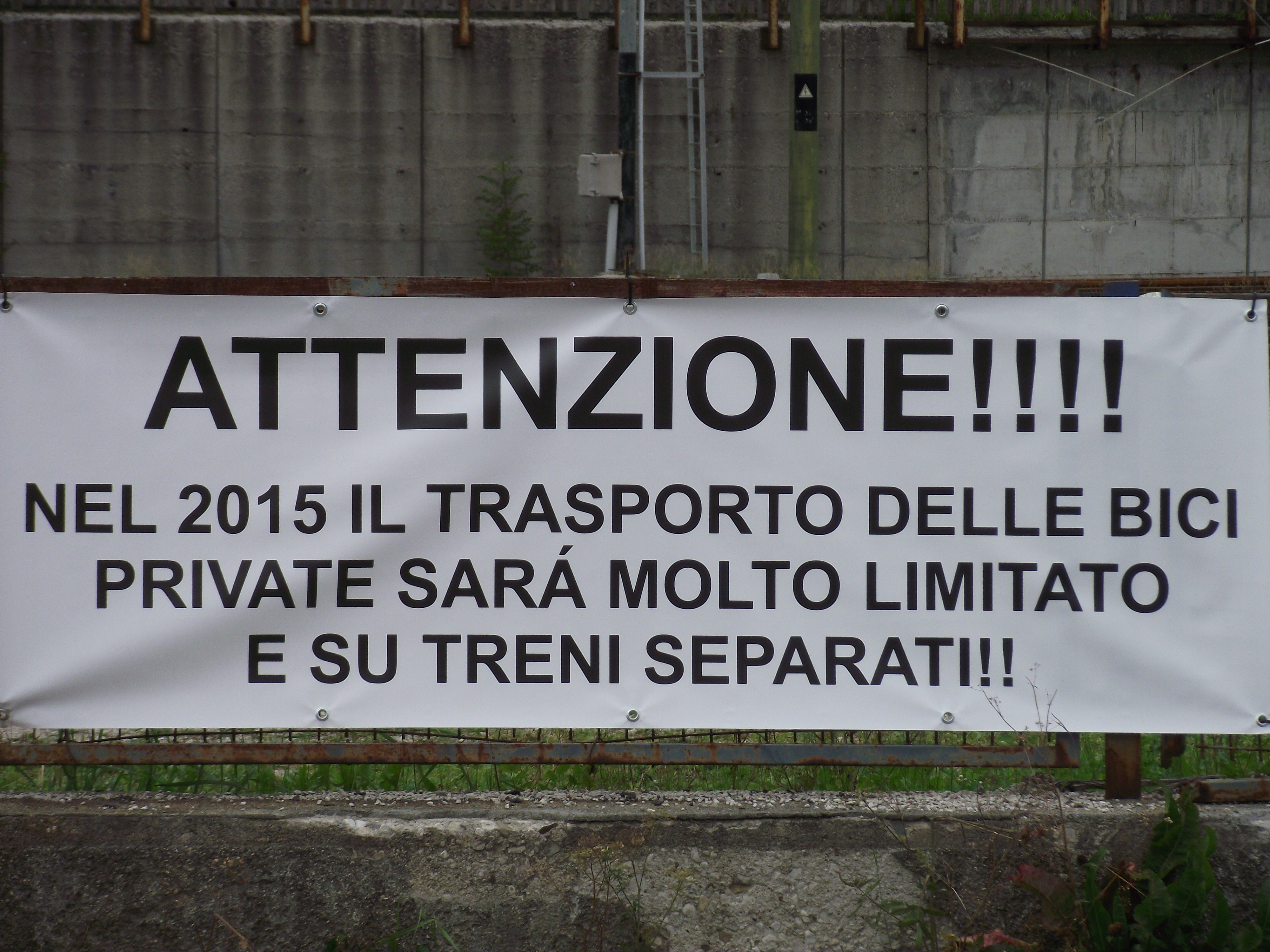
Striscione sulla cancellata di recinzione della stazione di San Candido che annuncia il depotenziamento del servizio biciclette nella tratta Lienz-San Candido

Si tratta di infrastrutture prevalentemente extraurbane, spesso dislocate in ambienti di pregio paesaggistico, storico-culturale o naturalistico destinate alla pratica del cicloturismo ed al tempo libero. 
Il termine di ciclovia è comunemente usato per questo tipo di percorsi, solitamente senza carattere trasportistico, e non per quelli urbani (o anche extraurbani, per esempio nelle aree metropolitane) destinati agli spostamenti quotidiani.
In alcuni casi i percorsi, spesso del tutto separati dalla viabilità stradale (a fianco, o anche in zone verdi, argini, valli ecc.) possono svolgere un doppio ruolo, combinato, fra quello ricreativo e quello trasportistico.
A metà fra le due tipologie di destinazione si trovano piste ciclabili anche urbane in località di villeggiatura, ad esempio sui lungomare, in grado di ridurre gli spostamenti in auto per tragitti brevi, per esempio verso spiagge, pinete, zone verdi, locali ecc. Un caso a sé è diventata la San Candido-Lienz, divenuta una delle più frequentate in assoluto per breve tratto in Italia e il resto in Austria dove i ciclisti possono avvalersi per il ritorno in salita del locale treno esercito dalle ferrovie austriache.

## Controversie e criticità
Le maggiori controversie sono le seguenti:
- in strade a senso unico la realizzazione di piste ciclabili controsenso, molto diffusa in tutta Europa, rafforza la visibilità e la sicurezza dei ciclisti rispetto al semplice "senso unico eccetto bici" indicato dal cartello stradale. In Italia è ammessa la realizzazione di piste ciclabili controsenso solo se realizzate in sede propria[10], altrimenti è ammessa, dal 2020, la realizzazione di una corsia ciclabile controsenso, delimitata dalla sola segnaletica in vernice.[8][11] Ad ogni modo, in Italia non è ammesso il "senso unico eccetto bici" senza una pista o una corsia ciclabile riservata.

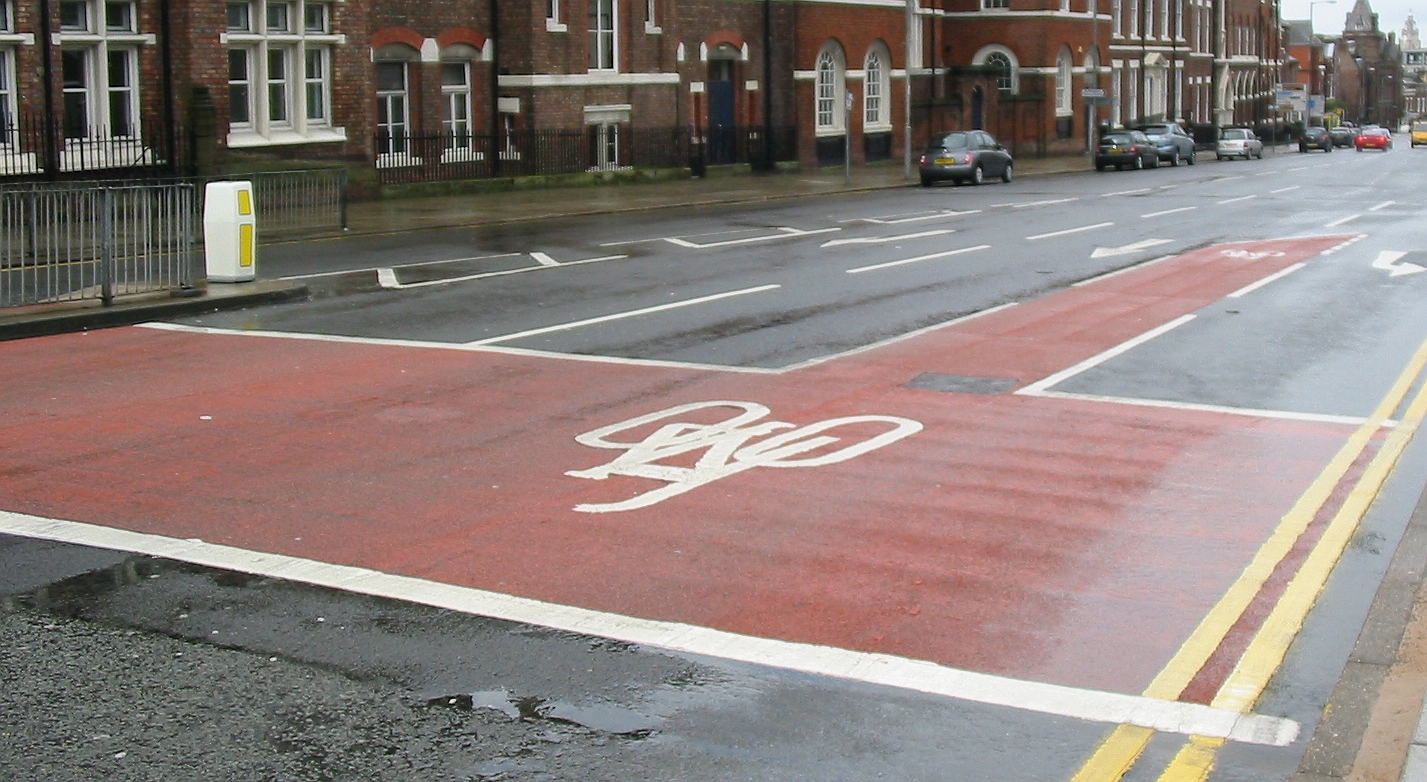
"Casa avanzata" (o linea di arresto avanzata) a Liverpool

Esempio di segnaletica orizzontale che identifica la casa avanzata (a sinistra provenendo da una pista ciclabile, a destra provenendo da una corsia ciclabile)

- la realizzazione della pista ciclabile sulla destra della carreggiata escluderebbe la sosta fra marciapiede e pista ciclabile, secondo pareri assai dubbi. Altri pareri, in analogia alle corsie preferenziali, ritengono che la linea bianca e gialla possa essere tratteggiata e quindi consentire la sosta. La realizzazione della pista ciclabile (anche controsenso) fra stalli di sosta e marciapiede è generalmente accettata.[senza fonte]
- intersezioni ed attraversamenti ciclabili presentano numerose controversie che tendono ad indebolirne sistematicità di applicazione, precedenze, segnaletica e continuità.
- la cosiddetta "casa avanzata", è una linea di arresto destinata ai soli velocipedi, posta in posizione avanzata rispetto a quella destinata agli altri veicoli, è ammessa dalla normativa italiana solo a partire dal 2020[12].
- molte amministrazioni locali puntano solamente sulla realizzazione di percorsi ciclabili verso parchi e aree verdi trascurando gli uffici pubblici e gli insediamenti produttivi, di fatto promuovendo l'uso della bicicletta come mezzo di svago, ma scoraggiandone l'uso come mezzo di trasporto alternativo all'automobile.

## Statistiche piste ciclabili in Unione europea
Dalla tabella sottostante si nota lo sviluppo delle piste ciclabili nei vari stati europei. Lo sviluppo dipende in larga misura dall'uso della bicicletta. Nei Paesi Bassi ce ne sono più di una per abitante e ogni olandese percorre in media 1019 km all'anno. In Italia ci sono 0,44 biciclette per abitante.
| Stato       | Numero bici | Bici per 1 000 abitanti | Percorrenza media per abitante (km) | Rete ciclabile prevista (km) | di cui realizzata |
| ----------- | ----------- | ----------------------- | ----------------------------------- | ---------------------------- | ----------------- |
| Paesi Bassi | 16 milioni  | 1 010                   | 1 019                               | 6 000                        | 30%               |
| Danimarca   | 5 milioni   | 980                     | 958                                 | 3 665                        | 100%              |
| Germania    | 72 milioni  | 900                     | 300                                 | 35 000                       | n.d.              |
| Svezia      | 4 milioni   | 463                     | 300                                 | n.d.                         | n.d.              |
| Italia      | 25 milioni  | 440                     | 168                                 | 12 000                       | 10%               |
| Francia     | 21 milioni  | 367                     | 87                                  | 8 000                        | 20%               |
| Regno Unito | 17 milioni  | 294                     | 81                                  | 16 000                       | 50%               |
| Irlanda     | 1 milione   | 250                     | 228                                 | n.d.                         | n.d.              |
| Spagna      | 9 milioni   | 231                     | 24                                  | n.d                          | n.d.              |
| Grecia      | 2 milioni   | 200                     | 91                                  | n.d                          | n.d.              |

## Piste ciclabili in Italia

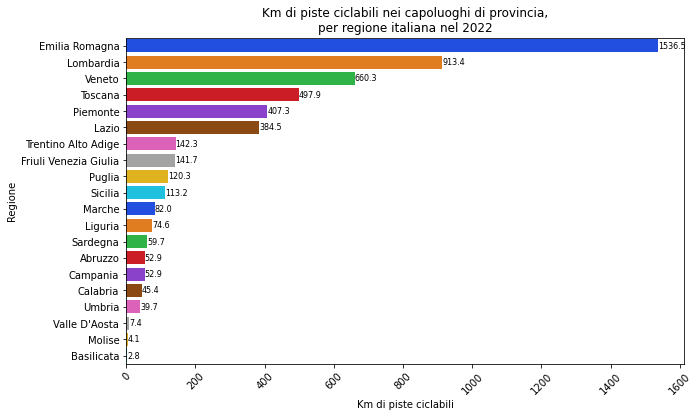
Fonte:[https://www.istat.it/wp-content/uploads/2024/05/MOBILITA-URBANA-2022.xlsx Istat

Secondo la definizione del codice della strada italiano (articolo 3, comma 1, numero 39) una pista ciclabile è una "parte longitudinale della strada, opportunamente delimitata, riservata alla circolazione dei velocipedi".
Il codice della strada prevede che i ciclisti utilizzino una pista ciclabile quando disponibile. Talvolta lo stesso percorso deve essere condiviso tra ciclisti e pedoni, e viene detto di conseguenza "ciclo-pedonale". In quest'ultimo caso, secondo le interpretazioni più accreditate, non vige l'obbligo di utilizzo da parte dei ciclisti. Tale obbligo è controverso anche in altri casi: per esempio quando la pista ciclabile (bidirezionale) è solo su un lato della carreggiata stradale e quindi difficilmente raggiungibile o riconoscibile da chi si muove o proviene dal lato opposto.
Le norme tecniche di costruzione sono regolate in Italia dal decreto ministeriale 30 novembre 1999, n. 557 (G.U. n. 225, 26 settembre 2000, Serie Generale) Regolamento recante norme per la definizione delle caratteristiche tecniche delle piste ciclabili.

### Segnaletica verticale e orizzontale

Cartello di inizio pista o corsia ciclabile

La segnaletica verticale è articolata in tre cartelli rotondi con sfondo blu di inizio, che indicano il punto da cui vige l'obbligo di utilizzo, e tre di fine pista, dove l'obbligo decade.
- cartello con sola bici bianca, che viene utilizzato per le piste ciclabili in sede propria (fisicamente separate dal traffico motorizzato), e per le corsie ciclabili su carreggiata, queste ultime solo unidirezionali, nello stesso senso del traffico e collocate a destra.
- cartello con bici e pedone bianchi affiancati con linea separatoria verticale, usato per le piste ciclabili contigue al marciapiede.
- cartello con pedone e bici bianchi sovrapposti, senza linee separatorie, ad indicare un percorso promiscuo ciclopedonale.

Cartello di fine pista ciclabile (contigua al marciapiede)

La segnaletica orizzontale, applicata sulla pavimentazione di carreggiate e marciapiedi è costituita da:
- linea separatoria bianca destinata ad indicare due flussi distinti di ciclisti e pedoni nel caso di pista contigua al marciapiede. La fascia destinata alle biciclette è di regola quella esterna, verso la carreggiata
- linea separatoria bianca e gialla utilizzate per le corsie ciclabili (solo separazione visiva) sul margine destro della carreggiata e analoga a quella delle corsie preferenziali di trasporto pubblico, mezzi di soccorso ecc.

Nella segnaletica orizzontale rientrano anche i pittogrammi bici, da applicare sul fondo delle piste ciclabili, allo scopo di evidenziarne il carattere di viabilità riservata, ed in particolare sugli attraversamenti ciclabili, per aumentarne la visibilità e segnalarne la precedenza.
Infine il fondo delle piste e degli attraversamenti ciclabili è frequentemente di colore rosso, anche in questo caso per aumentarne la visibilità e innalzarne dunque la sicurezza. L'uso del fondo colorato è utilizzato massicciamente ovunque ci sia esigenza di visibilità particolare, sia nei confronti del traffico motorizzato, sia di quello pedonale. In casi di separazione univoca si rinuncia spesso al fondo colorato, che può essere verniciato (analogamente alle strisce bianche pedonali, di stop o di mezzeria) oppure in bitume pigmentato, spesso con maggiore ruvidità dell'asfalto ed applicato sopra di esso in leggero rilievo.

### Illustrazioni segnaletica
I più importanti cartelli previsti nel codice della strada italiana, di inizio e fine percorsi ciclabili e di attraversamento:

Inizio pista ciclabile separata
Fine pista ciclabile separata
Inizio pista ciclabile contigua al marciapiede
Fine pista ciclabile contigua al marciapiede
Inizio percorso promiscuo ciclopedonale
Fine percorso promiscuo ciclopedonale
Attraversamento ciclabile
Uso corsie (pista ciclabile sulla destra)

### Intersezioni
Inevitabilmente le piste ciclabili intersecano altri flussi, specialmente quelli veicolari. Gli incroci stradali ne sono l'esempio più frequente e dotato di criticità, altri casi son dati da fermate di bus e tram, marciapiedi, passi carrabili ecc.
Un principio fondamentale delle piste ciclabili è la loro continuità, lo strumento che la garantisce è l'attraversamento ciclabile agli incroci. Esso è dotato di precedenza, al pari di quello pedonale ("zebrato") e si differenzia per l'uso di riquadri bianchi 50x50 cm al posto delle strisce. Nel frequentissimo caso di affiancamento fra attraversamento pedonale e ciclabile quest'ultimo può avere una sola fila di riquadri invece di due: le strisce pedonali definiscono in tal caso l'altro margine dell'attraversamento ciclabile, mantenendo comunque due flussi separati.

### In italiano
- Min. Lav. Pubb. Decr. 30 nov. 99 n.557 Regolamento recante norme per la definizione delle caratteristiche tecniche delle piste ciclabili
- Comune di Reggio Emilia Biciplan del Comune di Reggio Emilia ici batte auto. Creativi & guerrieri urbani su due ruote", a cura di Naoto, ShaKe Edizioni, Milano 2009. ISBN 978-88-88865-59-1
- Pietro Pani, Salva i ciclisti Chiarelettere, Milano 2012

### In altre lingue
- Bundesanstalt für Straßenwesen (Hrsg.): Verkehrssichere Anlage und Gestaltung von Radwegen. Berichte der Bundesanstalt für Straßenwesen Heft V 9. Bremerhaven : Verlag für Neue Wissenschaften, 1994. ISBN 3-89429-384-5
- Robert Hurst, The Art of Urban Cycling: Lessons from the Street, Falcon, prima edizione (1 luglio 2004) – ISBN 0-7627-2783-7, ISBN 978-0-7627-2783-4
- Paul Niquette, A Certain Bicyclist: An Offbeat Guide to the Post-Petroleum Age, Seven Palms Press (1985) – ISBN 0-912593-04-0
- Cycling Embassy of Denmark, Collection of Cycle Concepts 2012
- Hermann Knoflacher, Zurück zur Mobilität! Anstöße zum Umdenken, Carl Ueberreuter Verlag, 2013
- Möller, Thomas ; Hansestadt Rostock (Hrsg.): Fahr Rad! Wege zur Fahrradstadt. Inspirationsbuch Radverkehr. Rostock, 2007
- Bundesministerium für Verkehr, Innovation und Technologie Österreich (Hrsg.): Radverkehr in Zahlen - Daten, Fakten und Stimmungen. Wien, 2010